# Anaxagorea silvatica
Anaxagorea silvatica är en kirimojaväxtart som beskrevs av Robert Elias Fries. Anaxagorea silvatica ingår i släktet Anaxagorea och familjen kirimojaväxter. Inga underarter finns listade i Catalogue of Life.